# Caractéristique d'Euler
Ne doit pas être confondue avec d'autres formules dues à Euler, comme celle définissant l'exponentielle complexe.
En mathématiques, et plus précisément en géométrie et en topologie algébrique, la caractéristique d'Euler — ou d'Euler-Poincaré — est un invariant numérique, un nombre qui décrit un aspect d'une forme d'un espace topologique ou de la structure de cet espace. Elle est communément notée χ.
La caractéristique d'Euler fut définie à l'origine pour les polyèdres et fut utilisée pour démontrer divers théorèmes les concernant, incluant la classification des solides de Platon. Leonhard Euler, par qui le concept eut son nom, fut responsable pour beaucoup dans ce travail de pionnier. En mathématiques plus modernes, la caractéristique d'Euler apparait dans l'homologie et les méthodes cohomologiques. Elle est donnée en général par la somme alternée des dimensions des groupes de cohomologie considérés :
{\displaystyle \chi =\sum _{i=0}^{\infty }(-1)^{i}\mathrm {dim} (H^{i}).}

## Polyèdres
La caractéristique d'Euler tient son nom du théorème de Descartes-Euler concernant l'étude des polyèdres convexes. Descartes puis Euler ont remarqué que, pour des polyèdres, la quantité S – A + F, où S correspond au nombre de sommets, A au nombre d'arêtes et F au nombre de faces, restait constamment égale à 2. La caractéristique d'Euler pour des polyèdres a donc été définie par
{\displaystyle \chi =S-A+F}
Elle est égale à 2 pour tous les polyèdres qui ont la topologie d'une sphère, convexes ou pas (les polyèdres orientables de genre 0). Pour un polyèdre orientable de genre g (c.-à-d. ayant g « trous »), elle est égale à 2(1 – g).

## Topologie algébrique

### Définition formelle
Les polyèdres discutés ci-dessus sont, en langage moderne, des CW-complexes finis à deux dimensions (lorsque toutes les faces sont triangulaires, ils sont appelés complexes simpliciaux finis à deux dimensions). En général, pour un CW-complexe fini quelconque, la caractéristique d'Euler peut être définie comme la somme alternée, en dimension d :
{\displaystyle \chi =k_{0}-k_{1}+k_{2}-k_{3}+\cdots +(-1)^{d}k_{d},}
où kn désigne le nombre de cellules de dimension n dans le complexe ; cette somme vaut 1 – (–1)d pour les polytopes convexes de dimension d, résultat démontré par Henri Poincaré en 1893.
Plus généralement encore, pour un espace topologique quelconque, on définit le n-ième nombre de Betti bn comme le rang (en) du n-ième groupe d'homologie singulière. La  caractéristique d'Euler peut alors être définie comme la somme alternée
{\displaystyle \chi =b_{0}-b_{1}+b_{2}-b_{3}+\cdots }
Cette quantité est bien définie si les nombres de Betti sont tous finis et s'ils sont nuls au-delà d'un certain indice ; c'est alors la valeur en –1 du polynôme de Poincaré. Cette définition englobe les précédentes.

### Propriétés
- La caractéristique d'Euler d'un espace contractile est 1 – 0 + 0 – 0 + … = 1. Ce cas inclut n'importe quelle partie étoilée d'un espace vectoriel normé.
- La caractéristique d'Euler peut être calculée facilement pour des surfaces générales par un maillage sur la surface (c'est-à-dire une description sous la forme d'un CW-complexe). Pour un objet, elle représente le nombre de singularités nécessaires pour mailler cet objet avec ses géodésiques.
- La caractéristique d'Euler du produit (resp. de la réunion disjointe) de deux espaces est le produit (resp. la somme) de leurs caractéristiques respectives. La formule pour le produit (le fibré trivial) s'étend aux fibrés dont la base et la fibre sont des CW-complexes finis.Par exemple, le tore est de caractéristique nulle : il est possible de le mailler sans introduire de singularité, ou encore, c'est le produit du cercle S1 (de caractéristique nulle) par lui-même.
- La caractéristique d'une somme connexe est donnée par : χ(A#B) = χ(A) + χ(B) – 2 en dimension paire (en particulier pour deux surfaces[2]) et χ(A) + χ(B) en dimension impaire.Par exemple, le « tore à n trous » (somme connexe de n tores) a pour caractéristique 2– 2n [2].

### Exemples
| Nom                                                                                 | Image | Caractéristique d'Euler        |
| ----------------------------------------------------------------------------------- | ----- | ------------------------------ |
| Cercle S1 ou plus généralement : variété compacte sans bord de dimension impaire    |       | 0                              |
| Sphère S2 ou plus généralement : hypersphère de dimension paire                     |       | 2                              |
| Tore (Produit de deux cercles S1)                                                   |       | 0                              |
| Double tore (Somme connexe de 2 tores)                                              |       | −2                             |
| Plan projectif réel ou plus généralement : espace projectif réel de dimension paire |       | 1                              |
| Ruban de Möbius (fibré sur S1 de fibre [–1, 1])                                     |       | χ(S1) × χ([–1, 1]) = 0 × 1 = 0 |
| Bouteille de Klein (somme connexe de deux plans projectifs réels)                   |       | 1 + 1 – 2 = 0                  |

## Théorie des groupes
Dans le cas de la cohomologie des pro-p-groupes (en), la caractéristique d'Euler permet par exemple de caractériser la dimension cohomologique : soit G un pro-p-groupe, alors, G est de dimension cohomologique inférieure à n si et seulement si la caractéristique d'Euler tronquée à l'ordre n est multiplicative à travers les sous-groupes ouverts de G, c'est-à-dire si et seulement si :
{\displaystyle \forall U<_{o}G,\sum _{i=0}^{n}(-1)^{i}\mathrm {dim} _{\mathbf {F} _{p}}H^{i}(U,\mathbf {F} _{p})=(G:U)\sum _{i=0}^{n}(-1)^{i}\mathrm {dim} _{\mathbf {F} _{p}}H^{i}(G,\mathbf {F} _{p}).}